# Wróg mojego wroga
Wróg mojego wroga (ang. Enemy of My Enemy lub Diplomatic Siege) – amerykański thriller z 1999 roku.

## Główne role
- Peter Weller – Steve Mitchell
- Daryl Hannah – Erica Long
- Tom Berenger – gen. Buck Swain
- Adrian Pintea – Goran Mladinov
- Uwe Ochsenknecht – płk Peter Vojnovic
- Jeremy Lelliott – Chris Mitchell
- Irina Movila – Petra
- Radmar Agana Jao – Sierż. Tim Nakajima
- Brion James – gen. Stubbs
- Francis X. McCarthy – Parker
- Steve Eastin – Bates
- J. Patrick McCormack – Dalton
- Mircea Bodolan – ambasador Gannon

## Fabuła
W amerykańskiej ambasadzie w Bukareszcie znajduje się bomba atomowa, umieszczona tam w czasach zimnej wojny. Na miejsce zostaje wysłany Steve Mitchell, aby ją rozbroić. Na miejscu spotyka swoją byłą dziewczynę, Ericę, która ma mu pomóc. Ambasadę atakują terroryści, żądający uwolnienia pułkownika Vojnovica, i biorą wszystkich tam będących jako zakładników. Wśród nich jest 14-letni syn Steve’a.